# گاوانژنگا ماوا
گاوانژنگا ماوا (به لهستانی:  Gałąźnia Mała) یک روستا در لهستان است که در گمینا کووچگوووه واقع شده‌است.
 گاوانژنگا ماوا  ۱۳۲ نفر جمعیت دارد.